# Philip Waruinge
Philip Waruinge (Murang'a, Kenia Británica; 3 de febrero de 1945 – Nakuru, Kenia; 19 de octubre de 2022) fue un boxeador de Kenia de la categoría peso pluma y que fue dos veces medallista olímpico.

## Carrera

### Aficionado
Como boxeador aficionado participó en tres Juegos Olímpicos de manera consecutiva, debutando en Tokio 1964 y luego ganó la medalla de bronce en México 1968 donde perdió en las semifinales ante el anfitrión Antonio Roldán Reyna. En Múnich 1972 perdió la pelea por la medalla de oro ante Boris Georgievich Kuznetsov de la Unión Soviética.
También participó en tres ocasiones en los Juegos de la Mancomunidad donde fue medallista de oro en dos ocasiones y fue una véz campeón africano en 1965.

### Profesional
Se vuelve profesional en 1973 en la categoría de super peso paja sin mucho éxito. Tres años después enfrenta a Carlos Zárate Serna, quien en ese momento era el poseedor del título de peso paja de la WBC, siendo noqueado en el cuarto asalto. Se retiraría en 1978 luego de 25 peleas como profesional con récord de 14 victorias, 10 derrotas y un empate.

## Logros
- Juegos Olímpicos

- : 1972
- : 1968

- Juegos de la Mancomunidad

- : 1966, 1970

- Juegos Panafricanos

- : 1965

- Trofeo Val Barker: 1

1968